# City Rats
City Rats – brytyjski film fabularny (hybryda dramatu i satyrycznej czarnej komedii) z 2009 roku, napisany przez Simona Fantauzzo oraz wyreżyserowany przez Steve’a M. Kelly’ego. Produkcja niezależna, debiut reżyserski Kelly’ego.

## Opis fabuły
Londyn. Ośmiorgu powiązanych ze sobą bohaterów boryka się z problemami codzienności, usilnie walcząc o uznanie i akceptację wśród szeroko zróżnicowanego miejskiego społeczeństwa.
Biznesmen Jimbo śni o zrzucaniu arbuzów z dachu wielopiętrowego biura w celu przetestowania efektów swojego ewentualnego samobójstwa. Gdy pewnego dnia rzeczywiście decyduje się na odebranie sobie życia, na sąsiednim dachu dostrzega dwudziestosześcioletnią Sammy, także próbującą rzucić się z wysokości. Oboje postanawiają wzajemnie sobie pomóc i poszukać innych dróg wyjścia z trudnej życiowej sytuacji. Były partner Sammy, Dean, który zdradził ją z mężczyzną, boryka się ze swoją ekscentryczną, artystyczną naturą oraz problemami z nasilającą się impotencją. Ratunkiem przed kryzysem dla młodego Londyńczyka wydaje się być sąsiadka, kulawa prostytutka Gina, prowadząca monotonne i samotne życie. Między Deanem i Giną nawiązuje się nietypowy, przyjacielski związek.
Niepogodzony z własną seksualnością, skryty gej Olly (były kochanek Deana) zostaje namówiony przez rodziców do opieki nad głuchoniemym, autystycznym bratem Chrisem. Gdy odkrywa homoseksualne zapędy Chrisa, zdaje sobie sprawę, że niepełnosprawny brat czuje się ze swoją orientacją znacznie bardziej komfortowo niż on sam. Pewnego weekendowego wieczoru bracia wkraczają w świat gejowskich klubów Soho, by pomóc Chrisowi stracić cnotę. Mimo własnych uprzedzeń i obaw, Olly zbliża się także do swojego dawnego adoratora. Drugim bratem Olly’ego jest Pete, dawno skłócony z rodziną eks-kryminalista i alkoholik, po wyjściu z więzienia pracujący w obskurnym barze. Mężczyzna jest śledzony przez Carol, nieśmiałą, czarnoskórą starszą kobietę − w rzeczywistości matkę dawno zamordowanego gangsterskiego partnera Pete’a. Niechętnie Pete otwiera swoje serce na kobietę i decyduje się pomóc jej w poszukiwaniach zwłok syna.

## Obsada
- Danny Dyer jako Pete Doherty
- Tamer Hassan jako Jimbo Jones
- Kenny Doughty jako Olly O’Neil
- Ray Panthaki jako Dean Wicks
- Susan Lynch jako Gina McAshol
- MyAnna Buring jako Sammy
- James Lance jako Chris O’Banchord
- Natasha Williams jako Carol Singer
- Jake Canuso jako Marco Harper
- James Doherty jako Trevor McDoogle
- Philip Herbert jako John, "kowboj"
- Katrine De Candole jako Chloe Glowey
- Vyelle Croom jako Darryl
- Emily Bowker jako Carla

## Wydanie filmu
Film City Rats promowany był sloganem reklamowym: "Życie nie jest takie, jak przedstawia się je w filmach".
Światowa premiera projektu miała miejsce dnia 11 lutego 2009 roku w trakcie European Film Market w Niemczech. W rodzimej Wielkiej Brytanii, 24 kwietnia 2009 film został zaprezentowany na festiwalu East End podczas targów filmowych Genesis Cinema Whitechapel, by już trzy dni później, 27 maja, odnotować premierę w obiegu DVD/Blu-ray. Film wyświetlany był także w trakcie gali Apollo West End oraz wprowadzony został na rynek kinowy.

## Przyjęcie

### Recenzje
Film uzyskał mieszane recenzje krytyków.
David Jenkins, pamflecista magazynu Time Out, wydał projektowi złą recenzję, wyceniając go na . Film uznał za nielogiczny, a aktorstwo za soap-operowe. Jedynym pozytywnie przez siebie ocenionym elementem filmu uczynił kreację Susan Lynch, której postać podsumował jako "sympatyczną, pyskatą kurwę-kalekę".
Z recenzją neutralną film spotkał się w recenzji Dominica Wellsa dla dziennika The Times. Wells napisał: "City Rats jest jak stary trabant: przygnębiający, skłonny do gry na zwłokę, z elementami, które nie są ze sobą właściwie zespawane. (...) (To film, na który składa się − przyp.) osiem luźno połączonych ze sobą opowiadań, wspólnie poruszających ten sam temat − trudność w przywiązywaniu się". Podsumowując, recenzent określił film jako mało ambitny, lecz w pozytywny sposób kontemplujący nad kwestią samobójstwa.
Według Deana Fishera (talentcircle.org), City Rats to dzieło "odświeżające i oryginalne, (...) śmiało poruszające współczesne zagadnienia, takie jak seksualność, niepełnosprawność czy pochodzenie etniczne (...)".

### Box office
Film minął się z sukcesem komercyjnym, zarabiając jedynie na terenie Wielkiej Brytanii czterysta osiemdziesiąt osiem funtów. Odniósł nieznaczny sukces na rynku DVD/Blu-ray wiosną 2009, kiedy to notowany był na wydawanej przez The Official Charts Company liście UK DVD Chart, zestawiającej najchętniej nabywane przez brytyjskich klientów w sklepach filmy.

## Muzyka
Muzykę do filmu stworzyli Mark "The Silence" Maclaine oraz Julia Johnson, członkowie londyńskiego post-triphopowego zespołu Second Person. Na ścieżce dźwiękowej duet zamieścił jeden ze swoich wcześniejszych utworów, "Paper Umbrella". Nad muzyką filmową pracował także Spencer Hickson.